# Halichoeres biocellatus
Halichoeres biocellatus Schultz, 1960 è un pesce osseo marino appartenente alla famiglia Labridae.

## Distribuzione e habitat
Proviene dall'oceano Pacifico, dove è diffuso dalla Grande barriera corallina alle coste del Giappone. Vive fino a 35 m di profondità lungo scogliere e barriere coralline, talvolta in zone sabbiose e ricche di alghe.

## Descrizione
Il corpo è allungato, compresso sui lati, e la testa ha il profilo appuntito; raggiunge una lunghezza massima di 12,0 cm. La pinna caudale ha il margine arrotondato, subito dietro l'occhio è presente una macchia scura.
La colorazione è sempre verdastra, ma sulla testa sono presenti striature orizzontali che si interrompono a circa metà del corpo; il loro colore varia dal giallo scuro al rosso intenso. Le femmine e gli esemplari giovanili si distinguono dai maschi adulti per la presenza di due macchie nere con il bordo chiaro sulla pinna dorsale.

## Comportamento
Può formare piccoli gruppi.

## Conservazione
Viene pescato soprattutto per l'allevamento negli acquari, dove è abbastanza ricercato. È minacciato anche dal degrado del suo habitat, ma rimane comunque una specie comune, quindi viene classificato come "a rischio minimo" (LC) dalla lista rossa IUCN.